# Ајрондејл (Охајо)
Ајрондејл (енгл. Irondale) град је у америчкој савезној држави Охајо.

## Демографија
По попису из 2010. године број становника је 387, што је 31 (-7,4%) становника мање него 2000. године.
| Група             | 2000.       | 2010.       |
| Белци             | 397 (95,0%) | 386 (99,7%) |
| Афроамериканци    | 12 (2,9%)   | 1 (0,3%)    |
| Азијати           | 1 (0,2%)    | 0 (0,0%)    |
| Хиспаноамериканци | 5 (1,2%)    | 0 (0,0%)    |
| Укупно            | 418         | 387         |